# Traffic (banda)
Traffic foi uma banda de rock de Birmingham, Inglaterra, formada no início de 1967 por Steve Winwood, Jim Capaldi, Chris Wood e Dave Mason. O som distinto da banda, suas gravações inovadoras e a escrita compartilhada de letras influenciaram vários outros grupos de rock progressivo no final da década de 1960 e início da década de 1970.

## Discografia

### Álbuns de estúdio
- Mr. Fantasy - 1967
- Traffic - 1968
- Last Exit - 1969
- John Barleycorn Must Die - 1970
- The Low Spark of High Heeled Boys - 1971
- Shoot Out at the Fantasy Factory - 1973
- When the Eagle Flies - 1974
- Far From Home - 1994

### Álbuns ao vivo
- Welcome to the Canteen - 1971
- On the Road - 1973
- Last Great Traffic Jam - 2005

### Compilações
- Best of Traffic - 1969
- Pop Giants - Volume 5 (Traffic) (coletânea lançada somente no Brasil) - 1974
- Heavy Traffic - 1975
- More Heavy Traffic - 1975
- Smiling Phases - 1991
- Heaven Is in Your Mind - 1998
- Traffic Gold - 2005